# Juventude Pacense
 (juillet 2025).
Si vous disposez d'ouvrages ou d'articles de référence ou si vous connaissez des sites web de qualité traitant du thème abordé ici, merci de compléter l'article en donnant les références utiles à sa vérifiabilité et en les liant à la section « Notes et références ».
Actualités
La Juventude Pacense est un club de rink hockey fondé en 1972 et situé à Paços de Ferreira dans le District de Porto au Portugal. Elle évolue dans le championnat du Portugal de rink hockey masculin.

## Palmarès
| Compétitions nationales                                               | Compétitions internationales |
| --------------------------------------------------------------------- | ---------------------------- |
| - Championnat du Portugal de troisième division (1) - Champion : 1998 | - néant                      |